# Bezuidenhout
Bezuidenhout è un quartiere dello stadsdeel di Haagse Hout, nella città de L'Aia. Oltre che da Benoordenhout, Haagse Hout è costituito dai quartieri di Benoordenhout, Haagse Bos e Mariahoeve en Marlot.
Il nome deriva dal nome del quartiere adiacente, Haagse Bos che in olandese significa foresta de L'Aia. Bezuiden significa invece situato a sud di ed hout è un termine arcaico che sta per bosco. In olandese moderno, il termine hout significa legno.
Il quartiere di Bezuidenhout è situato a est dal centro della città ed include l'area finanziaria Beatrixkwartier vicino alla Stazione Centrale e importanti strade quali Bezuidenhoutseweg, Juliana van Stolberglaan, Laan van Nieuw Oost-Indië, Prins Clauslaan, e Theresiastraat.
Durante la Seconda guerra mondiale, Bezuidenhout fu bombardata per errore dalla Royal Air Force in un bombardamento che uccise centinaia di civili. L'obiettivo era il parco adiacente di Haagse Bos, utilizzato dai tedeschi per il lancio dei missili V-1 e V-2, ma tutti gli ordigni mancarono la foresta di circa 500 metri a causa di un errore nella lettura delle carte, cielo coperto ed errato calcolo del vento.

## Galleria d'immagini

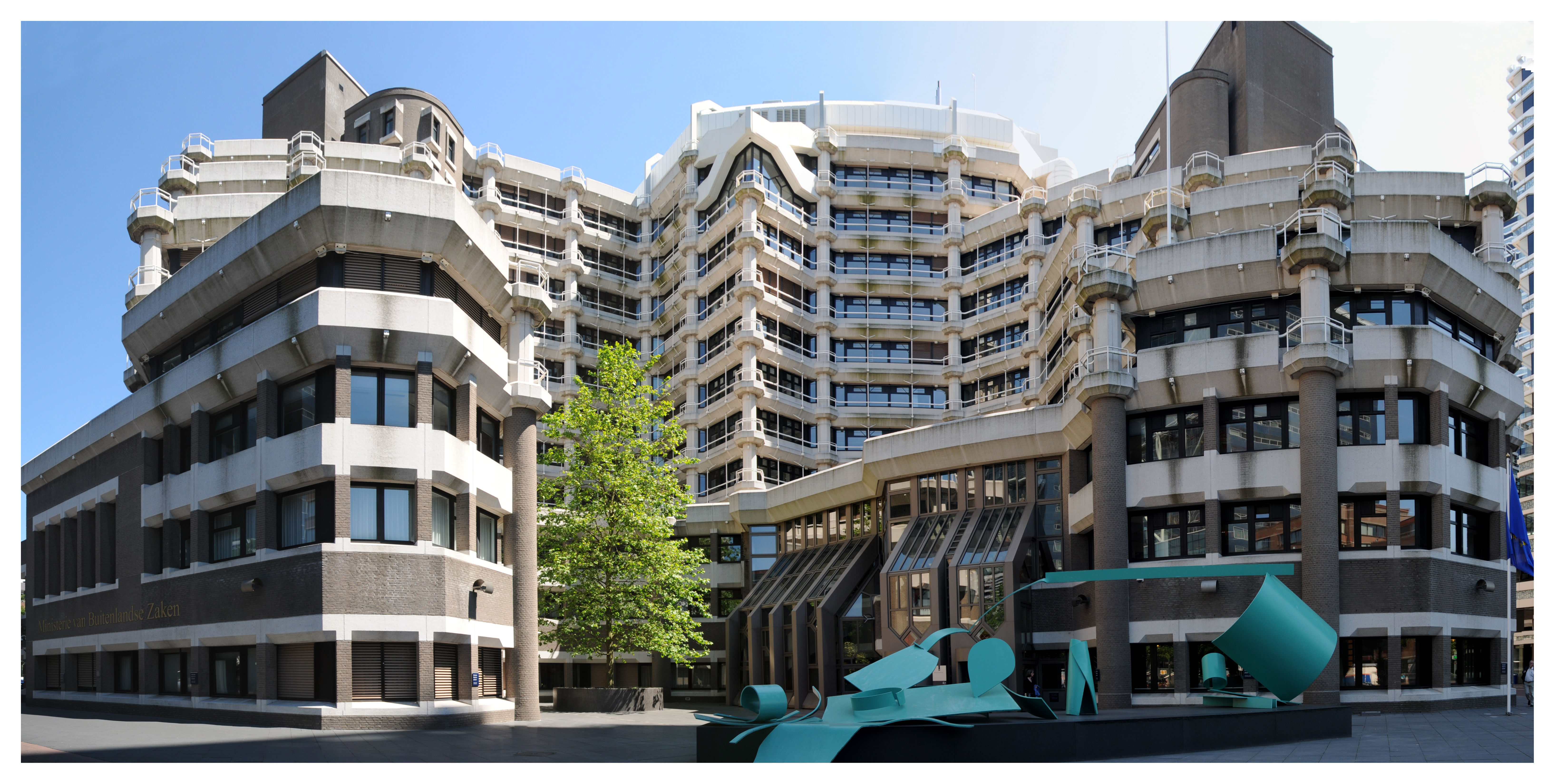
Il Ministero per gli Affari Esteri in Bezuidenhoutseweg.
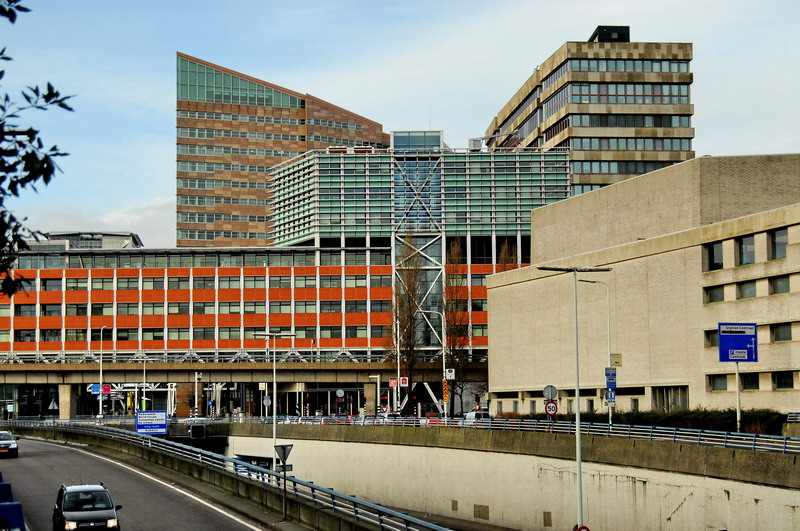
Vista di Jan Pieterszn Coenstraat con in primo piano il Conservatorio Reale ed in secondo piano (l'edificio a punta) il Palazzo di Giustizia.
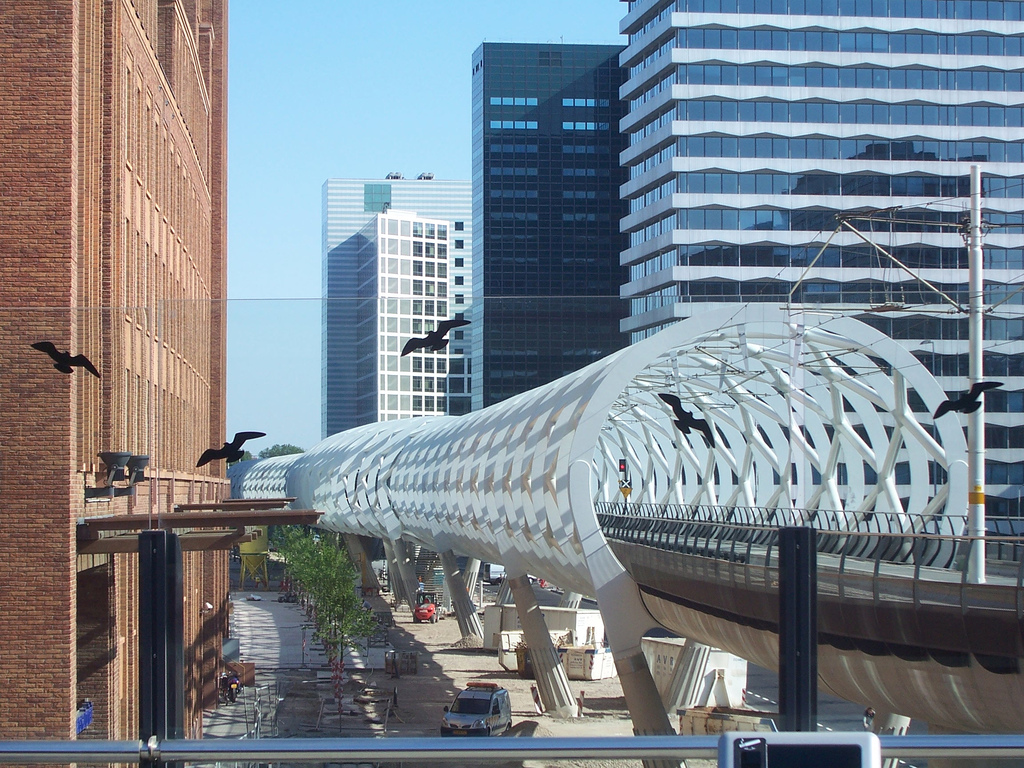
Il viadotto 'de Netkous' della RandstadtRail nel Beatrixkwartier.
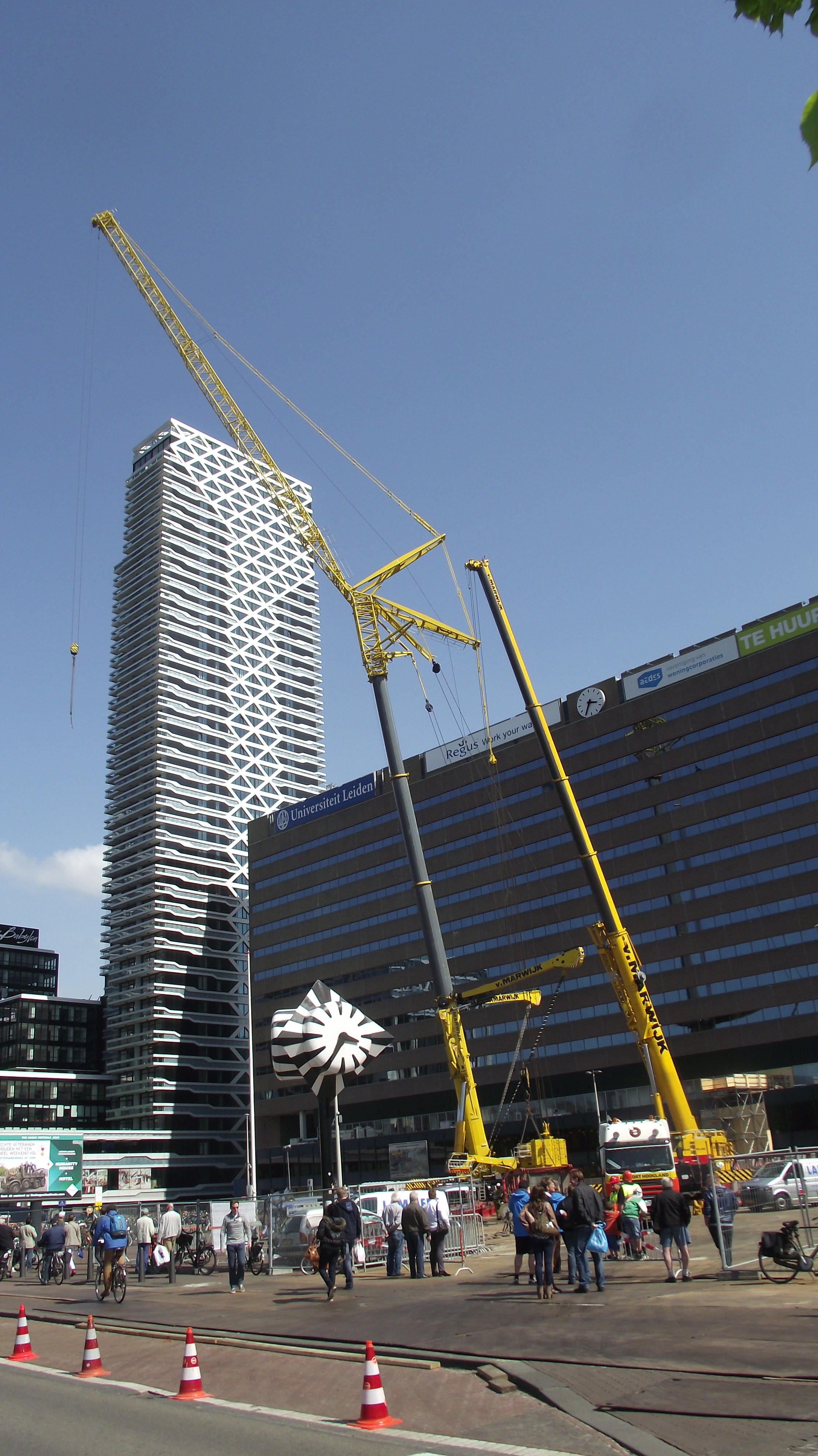
La Stazione Centrale, con in secondo piano il ’Babylon’, costruito nel 1970 e rifatto completamente nel 2013 con l'aggiunta di due torri di uffici.